# 1996 (사카모토 류이치의 음반)
《1996》은 일본의 작곡가이자 피아니스트인 사카모토 류이치의 1996년 음반이다. 여기에는 사카모토의 가장 인기 있는 작품들과 표준 피아노 삼중주를 위해 편곡된 두 개의 새로운 작품들이 포함되어 있다. 이 음반에 수록된 〈미모의 푸른 하늘〉의 편곡은 여러 영화 및 텔레비전 프로젝트에 등장했는데, 한 가지 주목할 만한 예는 《1996》 버전과 《/04》 버전의 곡이 모두 수록된 영화 《바벨》이다.

## 배경
사카모토 류이치의 과거 작품에서 피아노, 바이올린, 첼로에 의한 트리오 편성으로 재녹음했다.
연주는 피아노가 사카모토, 첼로가 자크 모렐렌바움, 바이올린은 에버턴 넬슨이 연주했다.
바이올린을 두 곡만 맡은 데이비드 나디안은 뉴욕 필하모닉의 수석 바이올리니스트다. 사카모토는 그가 연주하는 첫 번째 소리만 듣고도 맥이 빠졌다.
음반 제목은 발매가 "1996년"이므로 명명되었다.
이 음반은 제11회 일본 골드 디스크 대상 인스트루멘털 부문을 수상했다.
2012년에 리마스터 버전이 해외에서 발매되었고, 같은 해에 같은 트리오 편성으로 수록된 〈THREE〉가 발매되었다.
사카모토 음반 중 처음으로 레코딩부터 마스터링까지 풀 디지털로 진행되며 아날로그 작업 장소가 존재하지 않다.

## 곡 목록
모든 곡들은 사카모토 류이치에 의해 작곡하였다.
| #   | 제목                                                     | 원본                           | 재생 시간 |
| --- | -------------------------------------------------------- | ------------------------------ | --------- |
| 1.  | 〈고릴라가 바나나를 주는 날 (ゴリラがバナナをくれる日)〉 | 이전 미공개                    | 1:40      |
| 2.  | 〈Rain〉                                                 | 《마지막 황제》 (1987년)       | 3:38      |
| 3.  | 〈미모의 푸른 하늘 (美貌の青空)〉                        | 《스무치》 (1995년)            | 6:36      |
| 4.  | 〈The Last Emperor〉                                     | 《마지막 황제》 (1987년)       | 5:53      |
| 5.  | 〈1919〉                                                 | 이전 미공개                    | 6:22      |
| 6.  | 〈Merry Christmas Mr. Lawrence〉                         | 《전장의 크리스마스》 (1983년) | 4:46      |
| 7.  | 〈M.A.Y. in The Backyard〉                               | 《음악도감》 (1984년)          | 3:29      |
| 8.  | 〈The Sheltering Sky〉                                   | 《마지막 사랑》 (1990년)       | 4:33      |
| 9.  | 〈A Tribute to N.J.P.〉                                  | 《음악도감》 (1984년)          | 3:17      |
| 10. | 〈High Heels (Main Theme)〉                              | 《하이힐》 (1991년)            | 3:18      |
| 11. | 〈푸른 고양이의 토르소 (青猫のトルソ)〉                  | 《스무치》 (1995년)            | 2:32      |
| 12. | 〈The Wuthering Heights〉                                | 《폭풍의 언덕》 (1992년)       | 5:20      |
| 13. | 〈Parolibre〉                                            | 《미래파 자식》 (1986년)       | 3:22      |
| 14. | 〈Acceptance (End Credit) -Little Buddha-〉              | 《리틀 부다》 (1994년)         | 7:30      |
| 15. | 〈Before Long〉                                          | 《네오 지오》 (1991년)         | 3:02      |
| 16. | 〈Bring them home〉                                      | 《스무치》 (1995년)            | 3:24      |

## 라이브 콘서트
사카모토 류이치 트리오 월드 투어라고 불리는 콘서트는 1996년에 준비했다. 이번 콘서트의 세트리스트는 오리지널 음반과 다르다. 이 콘서트는 일본의 6개 공연장에서 열렸으며, 분카무라 오차드 홀 콘서트는 1996년 8월 28일 인터넷을 통해 생중계되었으며, 최초로 스트리밍된 콘서트 중 하나였다. 이 콘서트는 DVD와 레이저디스크로 발매되었다.